# 鷹氏隆之
鷹氏 隆之（たかし たかゆき）は、日本の漫画家。岐阜県出身。代表作はデビュー作でもある「風使い」（1991年-1998年）。

## 作品リスト

### 漫画
- 風使い（マガジンSPECIAL、全17巻）
- grunden いつか夢みる明日の私（全2巻）
- アルケミスト 錬金術師（全2巻）
- 8マン インフィニティ（全6巻）

### イラスト
- オフィス・ファントムシリーズ（赤城毅）

| スタブアイコン | サブスタブ | この項目は、まだ閲覧者の調べものの参照としては役立たない、漫画家・漫画原作者に関連した書きかけの項目です。この項目を加筆・訂正などしてくださる協力者を求めています（P:漫画/PJ:漫画家）。 |